# 格萊德瓦利 (北卡羅萊納州)
格萊德瓦利（英語：Glade Valley）是位於美國北卡羅萊納州亞利加尼縣的非建制地區。

## 歷史
格萊德瓦利的郵局自1911年營運至今。

## 地理
格萊德瓦利所處的海拔為高於海平面841米（即2760英呎），而該地所採用的時區為UTC-5，即北美东部时区（EST）。同時該地設有夏令時間，為UTC-5調快一小時，即UTC-4（EDT）。